# Kaiserpokal 1981
Der Kaiserpokal 1981 war die 61. Austragung des Kaiserpokals, des höchsten japanischen Fußballpokalwettbewerbs. Sieger des Wettbewerbs waren die Nippon Kokan.

## Ergebnisse

### 1. Runde
|                          | Ergebnis |                           |
| ------------------------ | -------- | ------------------------- |
| Teijin                   | 1:3      | Toyota Motors             |
| Mazda                    | 1:2      | Kyushu-Sangyo-Universität |
| Dainichi Nippon Cable    | 0:2      | Nippon Steel              |
| Yomiuri                  | 2:0      | Handelsuniversität Osaka  |
| Kawasaki Steel Mizushima | 1:3      | Matsushita Electric       |
| Waseda-Universität       | 6:0      | Gonohe City Hall          |
| Universität Fukuoka      | 1:4      | Dōshisha-Universität      |
| Universität Tsukuba      | 6:0      | YKK                       |
| Fujitsu                  | 1:3      | Hitachi                   |
| Yamaha Motors            | 1:2      | Nissan Motors             |
| Aichi-Gakuin-Universität | 0:3      | Honda Motors              |
| Nippon Kokan             | 6:1      | Universität Sapporo       |

### Achtelfinale
|                           | Ergebnis |                             |
| ------------------------- | -------- | --------------------------- |
| Yanmar Diesel             | 2:1      | Toyota Motors               |
| Kyushu-Sangyo-Universität | 1:3      | Nippon Steel                |
| Yomiuri                   | 1:0      | Matsushita Electric         |
| Waseda-Universität        | 0:3      | Mitsubishi Heavy Industries |
| Furukawa Electric         | 11:40    | Dōshisha-Universität        |
| Universität Tsukuba       | 3:1      | Hitachi                     |
| Nissan Motors             | 1:2      | Honda Motors                |
| Nippon Kokan              | 2:1      | Fujita Industries           |

### Viertelfinale
|                   | Ergebnis        |                             |
| ----------------- | --------------- | --------------------------- |
| Yanmar Diesel     | 1:2             | Nippon Steel                |
| Yomiuri           | 0:0 (7:6 i. E.) | Mitsubishi Heavy Industries |
| Furukawa Electric | 1:2             | Universität Tsukuba         |
| Honda Motors      | 2:4             | Nippon Kokan                |

### Halbfinale
|                     | Ergebnis        |              |
| ------------------- | --------------- | ------------ |
| Nippon Steel        | 0:0 (3:5 i. E.) | Yomiuri      |
| Universität Tsukuba | 0:1             | Nippon Kokan |

### Finale
|         | Ergebnis |              |
| ------- | -------- | ------------ |
| Yomiuri | 0:2      | Nippon Kokan |